# Гюйо, Жан Мари
Жан Мари Гюйо (фр. Jean-Marie Guyau; 28 октября 1854, Лаваль, Франция — 31 марта 1888, Ментона, Франция) — французский философ-спиритуалист и поэт.

## Биография
Приёмный сын философа Альфреда Фулье, мать — писательница Августина Фулье, публиковавшаяся под псевдонимом G. Bruno.
В 19 лет получил почётную премию от Академии моральных и политических наук за исследования утилитаристских воззрений в истории этики и стал преподавателем философии в лицее Кондорсе.
В последние годы жизни почти не мог работать вследствие болезни, причинявшей ему иногда невыносимые страдания. Жил сначала в Италии, затем в Провансе, где и умер от туберкулёза.

## Философские взгляды
Все произведения Гюйо носят печать замечательной ясности мышления и мастерского уменья, не теряясь в грудах научного материала, извлекать из него всё ценное для своих выводов. Гюйо не был ни пессимистом, ни оптимистом; преувеличения, в которые впадают оба эти направления, превосходно разобраны в его Esquisse d’une morale и L’Irréligion de l’avenir.
Основная мысль, развитием которой задался Гюйо, заключается в идее жизни как общего плодотворного начала, на котором зиждется всё: мораль, религия, социология, искусство. Жизнь в самой своей интенсивности уже заключает начало естественного стремления к распространению, совершенно так же, как жидкость, переполняющая сосуд, разливается вокруг; в идее жизни объединяются обе точки зрения, индивидуальная и социальная, как нечто нераздельное, и нет никакой надобности противополагать их одну другой, как это делают утилитарные теории. Но если вся жизнь представляется в нашем сознании нераздельно личною и коллективною, то тем же характером должно быть запечатлено и то чувство, которое нам дает жизнь, как только она достигает в нас наибольшей интенсивности и свободы — чувство удовольствия. В самом деле, говорит Гюйо, существует ли удовольствие чисто личное и вполне эгоистичное? Чтобы подыскать такое удовольствие, надо спуститься очень низко по лестнице живых существ — до полипа, моллюска, прикрепленного к одному месту. Но стоит лишь подняться хоть немного выше, чтобы скрещивание сферы деятельности неделимого с областью деятельности других существ сделалось совершенно неизбежным. В человеке чистый эгоизм был бы не только самоизувечением, а просто невозможностью. Ни его удовольствия, ни его страдания не могут считаться безусловно его собственными; начиная с момента рождения, все радости и печали человечества запечатлеваются в нашем сердце. Подобно тому, как личное я в глазах психолога является чистейшею иллюзией, ибо мы представляем собою сочетание бесконечного множества существ и отдельных состояний сознания, точно так же можно утверждать, что и эгоистичное удовольствие не более, как иллюзия. Моё собственное удовольствие не существует отдельно от удовольствия других; я чувствую, что всё общество должно в большей или меньшей степени в нём участвовать, начиная с маленького общественного союза — моей семьи, и кончая всем обществом, в среде которого я живу.
Это понятие жизни как внутреннего слияния индивидуального и коллективного существований Гюйо последовательно переносит в эстетику, мораль и религию. Основным началом эстетической эмоции является чувство солидарности; такая солидарность может существовать как между различными частями одного и того же неделимого, так и между различными особями. Греки считали гармонию одним из существенных признаков красоты; эта гармония для новейшей психологии сводится к органической солидарности, к своего рода коллективному самосознанию в неделимом существе. Более возвышенною эстетическою эмоцией является та, которая вытекает уже из более широкой солидарности — социальной.
К своей оригинальной попытке построить мораль независимо от понятия нравственного долга и какой бы то ни было санкции Гюйо пришёл на основании анализа учения гедонистов вообще и в частности английского утилитаризма, в котором он видит отголоски морали эпикурейцев. Современная английская мораль, по его мнению, слишком выдвигает на первый план мотив удовольствия, становясь почти исключительно на точку зрения целесообразности поведения, то есть причинности сознательного, а не бессознательного. Научный анализ мотивов не должен, по мнению Гюйо, ограничиваться одними только сознательными побуждениями, так как большинство наших движений отнюдь не исходят из сознания и не образуют сознательных стремлений к намеченной цели. Сознание — это только маленькая светлая точка в громадной тёмной среде жизни, крошечное выпуклое стекло, собирающее в своем фокусе небольшой пучок световых лучей. Естественная пружина действия прежде своего появления в сознании уже должна была влиять в области подсознательной, в темной сфере человеческих инстинктов; сознательная цель действия первоначально должна была служить двигательною причиною более или менее бессознательных стремлений, ещё не достигших той степени яркости, которая необходима для самосознания. Цель, которой фактически определяется всякое сознательное действие, лежит в той двигательной причине, которая производит всякое бессознательное действие, — но это и есть сама жизнь. С накоплением в теле энергии ощущается потребность траты: если трате этой силы что-нибудь мешает, сила эта становится желанием; когда желание удовлетворено, является чувство удовольствия, в противном случае — неудовольствия. Но отсюда вовсе не вытекает, как думают Эпикур и утилитаристы, чтобы накопившаяся энергия развивалась единственно ввиду ожидаемого удовольствия; удовольствие скорее сопровождает жизнедеятельность, чем вызывает её; надо прежде всего жить, а уж потом наслаждаться; первым и последним звеном в цепи существования всегда будет функция, жизнь, которая развивается и протекает только потому, что она жизнь. Антагонизм между эгоизмом и альтруизмом находит себе разрешение в том же принципе жизни. Эгоизм является результатом уменьшения жизнедеятетьности благодаря разным неблагоприятным для жизни внешним условиям — а из нормальных жизненных стремлений, из интенсивности жизни необходимо вытекает альтруизм. Эгоист — это тот, кто не живёт жизнью в достаточной степени интенсивною, у кого отсутствует сознание о социальном по природе вещей характере индивидуальной жизни.

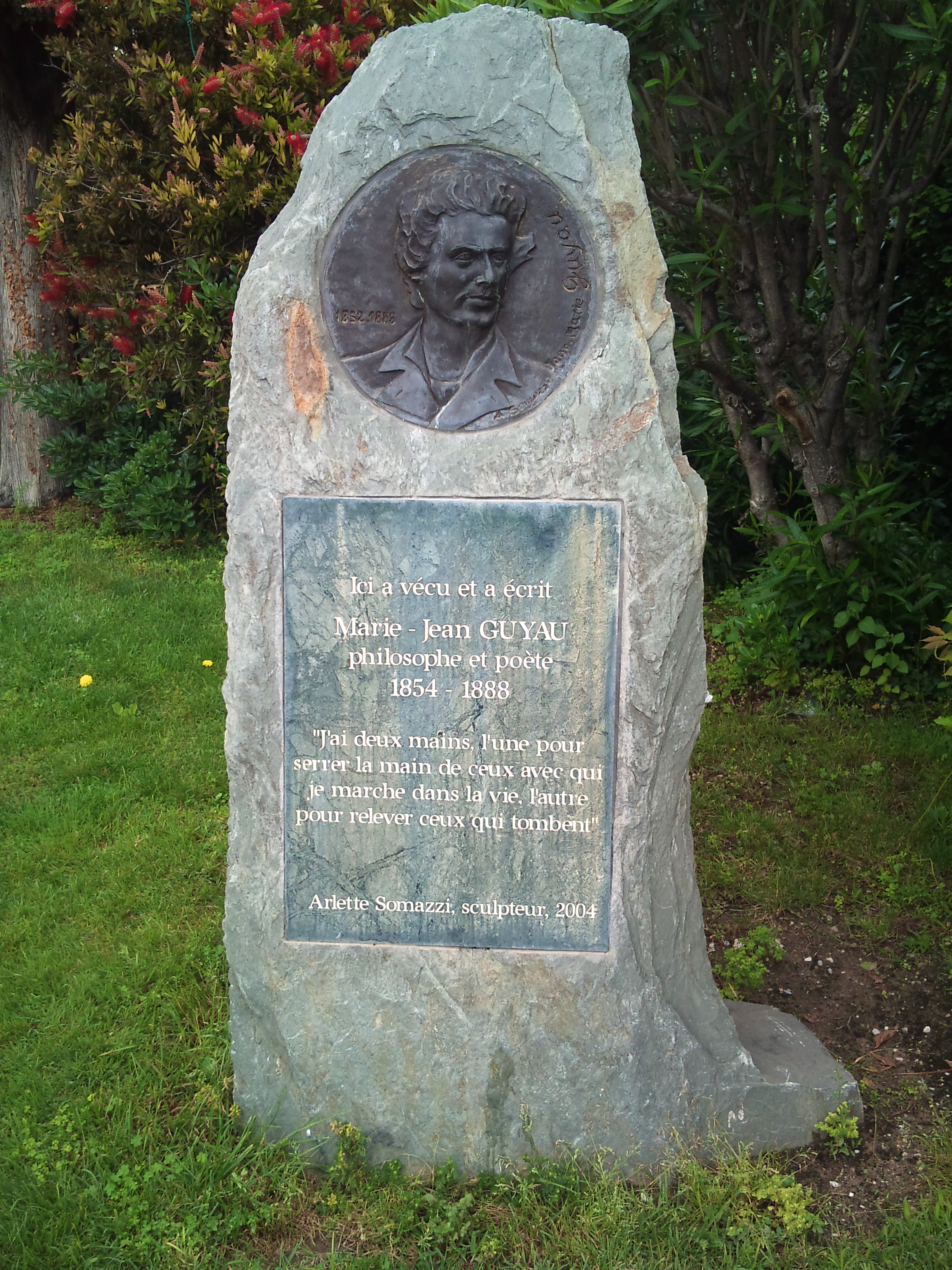
Могила Гюйо

Закон нормального соотношения между нарастанием жизненной энергии и её альтруистическою тратою Гюйо называет законом морального плодородия (loi de fécondité morale). Существование этого закона Гюйо доказывает тем, что в силу основного биологического закона жизнь есть не только питание, но и производительность. Производительная функция для физиологов составляет не что иное, как эксцесс питания и роста. Переходя от физического мира к умственному, мы и здесь встречаемся с тем же законом. Заключить в себе умственную силу так же трудно, как удержать пламя; она создана для того, чтобы испускать лучи. Тем же стремлением к производительности отличается и наша воля: мы постоянно чувствуем потребность действовать. Таким образом всё наше существо по природе своей общежительно во всех своих стремлениях; жизнь не может быть вполне эгоистичною, хотя бы она этого и хотела.
Происхождение идеи нравственного долга Гюйо объясняет тем, что сознание долга есть прежде всего импульс избытка силы, которая требует себе деятельности и, встречаясь на пути с препятствиями, вступает с ними в борьбу. Долг вытекает из сознания возможности осуществить что-либо; вместо того, чтобы говорить: «я должен, следовательно, я могу», правильнее сказать: «я могу, стало быть, я должен». В последней своей книге, «L’Irréligion de l’avenir», не удовлетворяясь прежними гипотезами, Гюйо полагает, что истинным источником происхождения религиозных верований является стремление социальной жизни к расширению сферы человеческого общения не только на всех живущих на земле, но и на те существа, которыми мысль человека населила надземный мир. Социологическая основа религии отразилась и на её форме. Общественная жизнь является моделью, типом, по которому в древних верованиях строятся взаимные отношения людей и высших существ. Чтобы обеспечить себе дружбу и покровительство богов, древний человек прибегал к тем же средствам, как и в отношениях с себе подобными: мольбам, подаркам, выражениям покорности и т. п. Религия является, таким образом, социологией, которая эволюционирует вместе с человеческим обществом, отражением которого она является.

## Список произведений
- Vers d’un philosophe, 1881;
- Les Problèmes de l’esthétique contemporaine, 1884;
- Esquisse d’une morale sans obligation ni sanction, 1885;
- L’Irréligion de l’avenir, étude sociologique, 1886;
- L’Art au point de vue sociologique, 1889;
- Éducation et hérédité: étude sociologique, 1889;
- La genèse de l’idée de temps, 1890.

### Издания на русском языке
- Гюйо Ж. М. Иррелигиозность будущего = L'Irreligion De L'Avenir / перевод В. Фриче. — М.: Либроком, 2011. — 404 с. — ISBN 978-5-397-01886-9.
- Гюйо Ж. М. Искусство с социологической точки зрения. Перевод с французского под редакцией Л. Е. Оболенского. / журнал «Мир Божий», № 2—5, 1897.
- Гюйо Ж. М. Происхождение идеи времени. Пер. с фр. А. И. Е-ва. Смоленск, 1891.
- Гюйо Ж. М. Искусство с социологической точки зрения. [С портретом автора, исполненным фирмою Дюжардена в Париже] / Перевод Д. А.М. — Санкт-Петербург, 1900. — 464 с.; 20 см. — (Издания товарищества «Знание» / Ред. Г. Фальборка и В. Чарнолуского; № 7)
- Гюйо Ж. М. Безверие будущего. Социологическое исследование. С биографической заметкой о Гюйо Ал. Фуллье и с предисловием Д. Н. Овсянико-Куликовского / Пер. с франц. (11 издание) под ред. Я. Л. Сакера. СПб., 1908.
- Гюйо Ж. М. Собрание сочинений. т.1-5. СПб., 1898—1901.
- Гюйо Ж. М. Задачи современной эстетики. СПб., 1891.
- Гюйо Ж. М. Искусство с точки зрения социологии. СПб., 1891.
- Гюйо Ж. М. Воспитание и наследственность. СПб., 1891.
- Гюйо Ж. М. Принцип искусства и поэзии СПб., 1895.
- Гюйо Ж. М. История и критика современных английских учений о нравственности. СПб., 1898.
- Гюйо Ж. М. Задачи современной эстетики. Очерк морали. СПб., 1899.
- Гюйо Ж. М. Происхождение идеи времени. Мораль Эпикура и её связь с современными учениями. СПб., 1899.
- Гюйо М. Стихи философа / Пер. Ив. Ив. Тхоржевского. — Санкт-Петербург : Знание, 1901. — 122 с.
- Гюйо Ж. М. Нравственность без обязательства и без санкции М., 1923.